# Børge Schmidt (redaktør)
 Der er flere personer med dette navn, se Børge Schmidt.
Børge Schmidt (? – 29. marts 1945 i Aarhus-bydelen Risskov) var en dansk journalist.
Børge Schmidt var redaktør på Aarhus Stiftstidende og var som søn af søn af bladets chefredaktør og udgiver Louis Schmidt udset og uddannet til at overtage chefredaktørposten på dagbladet. 29. marts blev han myrdet af Petergruppen i sin seng i sin villa i Risskov.
Børge Schmidts Rejselegat er stiftet i hans minde.